# Owenodon hoggii
 Owenodon hoggii es la única especie conocida del género extinto  Owenodon  (“diente de Owen”) de dinosaurio ornitópodo iguanodóntido, que vivió a principios del período Cretácico, hace aproximadamente 143 millones de años durante el Berriasiense, en lo que es hoy Europa. Conocidp a partir de un dentario parcial descubierto en la Bahia de Durlston, Dorset, Reino Unido. El espécimen, NHM R2998, proveniente de la Caliza Purbeck, datada a mediados del Berriasiense. Fue descrito por primera vez por Richard Owen, que en 1874 lo asignó a Iguanodon como holotipo de una nueva especie I. hoggii. El hueso fue dañado durante la preparación inicial pero liberado de la matriz de roca circundante en 1975. David Norman y Paul Barrett lo transfirieron posteriormente a Camptosaurus en 2002, pero esto fue refutado, y en 2009 Peter Galton asignó la especie a su propio género, Owenodon. Galton lo interpreta como un iguanodóntido más derivado que Camptosaurus pero menos que Lurdusaurus.